# Acraea clara
Acraea clara är en fjärilsart som beskrevs av Ungemach 1932. Acraea clara ingår i släktet Acraea och familjen praktfjärilar. Inga underarter finns listade i Catalogue of Life.